# 雲霧仁左衛門 (1995年のテレビドラマ)
『雲霧仁左衛門』（くもきりにざえもん）は、1995年11月29日から1996年3月にかけて、フジテレビ系の「水曜20時台」枠で放送された連続テレビ時代劇。主演は山﨑努。原作は池波正太郎の同名小説。
全15回であるが、オウム事件の影響などで、フジテレビ系列で放映されたのは第12話までであり、第13話以降は地上波未放送で時代劇専門チャンネルにて1999年3月に初放映された。2005年には第1話から第15話まで完全収録したDVDが発売された。また、登場する盗賊の語などは原作者のオリジナルであり、代表作の『鬼平犯科帳』に見ることができる（具体的には鬼平犯科帳#用語を参照）。全体的に工藤栄一色の濃い作品となっている。

## ストーリー
享保年間。江戸を始めに、東海道、中山道、果ては上方まで「犯さず、殺さず、貧しき者からは奪わず」の盗賊の掟を守り、強欲な悪徳商人ばかりを襲う謎の大盗賊・仁左衛門がいた。彼と彼の一味は全く気取られることなく、仕事が終われば雲か霧のように消えてしまうことから、雲霧一党と呼ばれた。
一方、手掛かり一つすら見つけられないことに業を煮やした幕府は、火付盗賊改方長官に旗本・安部式部を任命する。安部式部率いる火付盗賊改の面々は密偵や時に謀略を駆使しながら、雲霧仁左衛門に迫っていく。
雲霧仁左衛門の一党は安部式部の探索から巧妙に逃れつつ、数々の盗みを完遂していく。

## 登場人物

### 雲霧の一味
雲霧仁左衛門
演 - 山﨑努
雲霧一党の頭であり、全国に120名ほどの配下を持つ盗賊。慎重さと大胆さを兼ね備えた人物で、配下から全幅の信頼を寄せられ、数々の盗みを成功させていたが、仕組みが大きくなりすぎたとも感じており、一党への引き金を貯めて近いうちに一党を解体しようと考えていた。
深い教養・知識を持ち、既に老境ながら身軽で剣術の腕も立つ。 本名「辻伊織」と言い、その出自は32万3千石・藤堂藩の武士。
実兄・辻蔵之助が公金横領の濡れ衣を着せられた際に、出奔する。その後、世を恨んで盗賊の頭となり、藤堂藩、特に国家老・八木重右衛門への復讐を狙っていた。
最終話、藤堂藩・藩主が老中職に就くことに関連して、公金を持って江戸へ向かう途中の八木の行列を熊五郎と共に襲う。そして公金一万両を奪い、さらに八木の髷を切り落とす。賄賂を贈る老中の名が連なった手紙も盗んだために、八木は責任を問われ自刃し、復讐を果たす。その後、公金と手紙はそっくり藤堂藩に返す。配下全員と完全に縁を切り、いずこへともなく姿を消す。
木鼠の吉五郎
演 - 石橋蓮司
雲霧一党の二番手、仁左衛門の右腕で配下からは「小頭（こがしら）」と呼ばれる男。仁左衛門に代わって陣頭指揮を執り、実質的に命令を下すことが多く、自ら潜入をすることもある。冷静沈着で頭が切れ、腕っ節も強く、仁左衛門からの信頼は厚い。
越後屋襲撃の直前で、火盗改めに張り込まれていることを知り、船で越後屋に向かっていた仁左衛門に戻るよう告げた後、自身は火盗改めの捕り方を引き付け時間を稼ぐ。最後は眼潰しを受け完全に包囲されたところで名を名乗って自刃する。
七化けのお千代
演 - 池上季実子
妙齢の女で、その渾名の通り、公家の若後家から老婆まで何にでも変装する。大火事で孤児となっていたまだ幼い頃に仁左衛門に拾われ、父娘のような関係にあると同時に、仁左衛門を男性としても強く慕っている。仁左衛門は足を洗ってまっとうな人生を送ることを願っているが、一生付いていくと言ってきかない。六之助などからは「あねさん」と呼ばれている。
雲霧が捕まったと聞くとおみつを連れ江戸に向かう。仁左衛門の兄である蔵之助の身代わりに気付いてもこれを助けようとしたが寸前で仁左衛門に止められた。仁左衛門に「すべてが終わったら一緒に暮らすという約束は果たせない」と告げられるがあきらめることは出来ず、一党の解散後は、自ら建てた蔵之助・吉五郎・六之助の墓を守り、寺の門前で花屋を営みながら仁左衛門の帰りを待つ。
因果小僧六之助
演 - 佐藤和久
つなぎ役などをこなす青年。いささか短絡的、激情的な面が目立ち、しばしば雲霧一味を窮地に陥れるが、仁左衛門からはその真摯さを買われている。7つの時に仁左衛門に拾われ、彼を親のように慕っている。後半では自分は顔が割れて一味に迷惑をかけているという理由で、顔の左半分を焼いてしまう。
終盤、身代わりとなった辻蔵之助が仁左衛門本人かどうかを火付盗賊改方が怪しんでいると知ると、命を張って護送中の列に乗り込み、仁左衛門本人だと信じ込ませようとする。蔵之助処刑と同日に斬首される。
州走りの熊五郎
演 - 本田博太郎
つなぎ役から潜入まで何でもこなす男。腕も立ち、幾度となく火付盗賊改方の手から仁左衛門を救う。また、岡田甚之助への懐柔を担当し、彼との直接的な連絡役だった。必ず「へーい」と間延びした返事をする。
越後屋の件では仁左衛門と行動していたため、辛くも火盗の手より逃げ延びる。その後、仁左衛門の藤堂藩への復讐計画のために国家老の行列を監視し、仁左衛門と共にこれを襲撃して公金一万両を強奪する。
寝牛の治平
演 - 奥村公延
老人。盗人宿の管理から仁左衛門への繋ぎまで幅広く活動する。松屋での計画では千代の付き人として潜入し、引き込み役を仰せつかる。
玉虫のおもん
演 - 佐藤恵利
治平の娘。主に仁左衛門の盗人宿で、食事や洗濯といった家事をしている。
黒塚のお松
演 - 大橋芳枝
中年の女。主に仁左衛門の盗人宿で、食事や洗濯といった家事をしている。
白糸のおみつ
演 - 小田切優美
若い女。主に仁左衛門の盗人宿で、食事や洗濯といった家事をしている。
富の市
演 - 六平直政
引き込み役。盲目の按摩の振りをして標的の家に入り込み、絵図面の作成や引き込みを行う。本当は晴眼だが按摩の腕は非常に高い。ある一件を通して、別の盗賊の引き込み役だったおかね（深浦加奈子）と知り合い、後に仁左衛門の許しを得て夫婦となる。
越後屋への引き込み役であったが、越後屋との関係が深まりすぎたせいで足が付き、おかねと共に火付盗賊改方に捕縛されてしまう。そして、拷問の末、雲霧が越後屋を狙っていると吐いてしまう。
山猫の三次
演 - 山田辰夫
引き込み役。松屋に対する計画のため、数年前から松屋に潜入していた。仁左衛門から信頼されていたものの、櫓の福右衛門の策で一味を裏切ってしまう。その後、裏切りに気付いた仁左衛門の命令で、熊五郎に刺殺される。
おかね
演 - 深浦加奈子
引き込み役。

### 火付盗賊改方
安部式部
演 - 中村敦夫
火付盗賊改方長官。清廉潔白な人物で、義に厚く同心から密偵に至るまで配下から絶対の信頼を寄せられる。雲霧捕縛のためには私財を擲（なげう）ち、また自ら盗人「不知火の勇五郎」に化け、雲霧一味を追い詰めもした。また密偵を助けるために、せっかく捕らえたお千代を手放すこともした。作中で直接登場することは多くないが、陰で部下達が最大限の力を発揮できるよう根回しを行う。
最後、蔵之助が仁左衛門の身代わりと感づきつつも見逃して蔵之助を仁左衛門として処刑した。その後、藤堂藩の行列が襲われたという報告を受けると、それが仁左衛門の仕業であることを悟るが、幕府上層部の汚さもあって無視するよう命ずる。
仁左衛門が六之助に与えた銀煙管はその後、彼の所持品となったようで、彼の最後のシーンでは見回りの休憩中に立ち寄った茶屋で、姿を現した仁左衛門にこの銀煙管で火を貸す。
山田藤兵衛
演 - 西田健
火付盗賊改方与力。安部に重用されている彼の右腕とも言える人物で、それに見合う手腕を持つ。安部に代わって同心や密偵たちに実質的に命令を下す立場で、松屋の件では江戸を離れられない安部の代理として名古屋へ赴いた。また、岡田甚之助の件など、安部の立場上関わり難い案件なども処理した。
岡田甚之助
演 - 平泉成
火付盗賊改方与力。腕は立つが変わり者として部下からの人望は無く、安部は山田を重用しているため火盗改の中では孤立している。多額の借金を背負い込んだ飯屋の給仕女とできていたところを雲霧一党に付け込まれ、火盗改内での扱いもあって雲霧の内通者となる。その際、熊五郎と良く連絡を取る。
内通者としての心労から金遣いが荒くなり、松屋襲撃と前後して火盗改内で内通者として疑われ始める。これを受けて雲霧一味に入ろうとするも適わず、どちらの立場も失う。そこで保身のため、雲霧の一味を秘密裏に追っていたと安部に直訴して、連絡役だった煙管屋の利助を売って功を立てつつ、彼を口封じのために殺害する。この件で仁左衛門の怒りを買い、井口源助の葬式の夜に仁左衛門に斬り殺された。
高瀬俵太郎
演 - 鷲生功
火付盗賊改方同心。安部や山田からの信頼が厚く同心の中では最も登場が多い。
越後屋襲撃の当夜、裏の寺が怪しいとして雲霧の手下達が潜む場所にお京と共に忍び込む。しかし、見つかってしまいお京を逃がそうとするも共に殺される。
井口源助
演 - 河野実
火付盗賊改方同心。主に探索を行う。岡田の件で山田の命令を受けて行商に化けて彼を張り込み、直接の連絡役だった熊五郎に行き着く。熊五郎を尾行したが、気付かれて斬り合った後、熊五郎に刺殺される。
政蔵
演 - 不破万作
岡っ引。通称「浅草の政蔵」。桶屋の安太郎（山口真司）を率いて、張り込みや尾行を行う。見かけによらず素早く、縁の下に忍び込むなど身軽な一面も見せる。

### 密偵
お京
演 - 増田恵子
通称「めんびき（女掏摸）お京」。留次郎と共に密偵の中では厚い信頼を受けており、密偵の中では最も登場が多い。
越後屋襲撃の当夜、高瀬と共に行動する。雲霧の配下に見つかった際に、彼女を逃がそうとする高瀬に対して、これを守ろうとし共に殺害される。
留次郎
演 - 三浦賢二
通称「鹿伏の留次郎」。元雲霧配下の盗人で、現在は安部の人柄に惚れて密偵となっている。お京と共に密偵として火盗改方の厚い信頼を受けていた。
雲霧の盗人宿を知って張り込み、さらに六之助と千代を見つけ尾行するが途中で気付かれ六之助に殺害される。
豊次郎
演 - 芝本正
主に張り込みや尾行を担当する。松屋襲撃の際に三次の跡を付けていたが、彼が熊五郎に殺害される場に出くわし、豊次郎自身も熊五郎に殺害される。
粂三
演 - 廣田行生
元は盗人の斡旋人（口合人）だったが、数年前に密偵となる。密偵となった後も表向きは手配師として動いていた。
「不知火の勇五郎」の一件でお千代捕縛の役目を担う。しかし、人質交換のためにお京と共に吉五郎達に捕らわれる。「不知火の勇五郎」の一件後は、目明し的な役割を与えられている。

### その他
辻蔵之助
演 - 丹波哲郎
仁左衛門（辻伊織）の実兄。かつて藤堂藩の武士として弟と共に仕えていた。しかし公金横領の濡れ衣を着せられて妻子を連れて脱藩する際、藤堂藩の追手に襲われて妻子を目の前で殺された過去を持つ。
藤堂藩、特に自分を陥れた国家老・八木に復讐するために弟と合流するが、越後屋の盗みが失敗するとと自ら仁左衛門の身代わりとなり、火盗改方に自訴し、市中引き回しの上、磔獄門に処される。その過去、態度に安部は武士の志を見たと評した。
櫓の福右衛門
演 - 小野武彦
盗賊の頭。第1話で雲霧に出し抜かれ、着任直後の安部式部に捕縛された盗人「暁の星右衛門」の義弟。雲霧とは対照的に、殺しなど平然と行う凶賊。星右衛門のこともあり、雲霧が松屋を狙っていると知るとこれを出し抜こうと企む。
松屋に潜入していた「山猫の三次」に近づき、金と女で彼を懐柔して雲霧の計画を筒抜け状態にさせる。しかし、その企みに気付いた雲霧の策で逆に出し抜かれてしまう。
雲霧の越後屋襲撃計画に再び横槍を入れようと江戸へやってくるが、自分の盗人宿にいたところを仁左衛門に心臓を一突きにされて殺される。
松屋善兵衛
演 - 神山繁
名古屋の豪商。雲霧が長年に渡って計画していた大仕事の標的。その金蔵は三層の扉やからくりに守られており雲霧一党を難儀させた。お千代扮する「千代姫」に惚れ、最終的に一万両という大金を盗まれるがこれを「たったの・・・」と言い切り、それよりも千代を失ったショックの方が大きく放心してしまった。
越後屋善右衛門
演 - 草薙幸二郎
雲霧一党の最後の仕事で標的とされた本願寺御用達の菓子屋で、裏では高利貸しも行っている豪商。嫡子・由之助（ひかる一平）を不出来だと思って辛く当たっており、他所に作った利発な隠し子に家や財産を継がせたいと考えている。隠し子が成人するまでの10年は現役で生きられることを望み、引き込み役の富の市を名医として絶対の信頼を置きはじめる。
越後屋襲撃の当夜、隠し子の件と越後屋の考えを知って自暴自棄になっていた由之助に刺殺される。

## スタッフ
- 原作：池波正太郎「雲霧仁左衛門」
- 監督：放送日程参照。
- 脚本：放送日程参照。
- 音楽：梅林茂
- ナレーター：津嘉山正種
- 企画：能村庸一
- 監修：市川久夫
- プロデューサー：鈴木哲夫（フジテレビ）、佐生哲雄（松竹）
- 制作：フジテレビ、松竹

## 放送日程
| 放送話 | 放送日             | サブタイトル                | 脚本     | 監督       |
| ------ | ------------------ | --------------------------- | -------- | ---------- |
| 第1話  | 1995年11月29日     | おかしら （90分スペシャル） | 宮川一郎 | 工藤栄一   |
| 第2話  | 12月13日           | 狙われた男                  | 宮川一郎 | 齋藤光正   |
| 第3話  | 1996年01月10日     | 兄いもうと                  | 宮川一郎 | 齋藤光正   |
| 第4話  | 01月17日           | 川止め                      | 宮川一郎 | 舛田明廣   |
| 第5話  | 01月24日           | 使い鳩                      | 宮川一郎 | 工藤栄一   |
| 第6話  | 01月31日           | 張り込み                    | 宮川一郎 | 原田雄一   |
| 第7話  | 02月07日           | 松屋襲撃                    | 宮川一郎 | 小笠原佳文 |
| 第8話  | 02月14日           | まわしもの                  | 宮川一郎 | 工藤栄一   |
| 第9話  | 02月21日           | 不知火の勇五郎              | 宮川一郎 | 工藤栄一   |
| 第10話 | 02月28日           | 拾った娘                    | 宮川一郎 | 工藤栄一   |
| 第11話 | 03月07日           | おかね富の市                | 宮川一郎 | 原田徹     |
| 第12話 | 03月14日           | 引き込み                    | 古田求   | 齋藤光正   |
| 第13話 | フジテレビは未放送 | お盗め前夜                  | 宮川一郎 | 杉村六郎   |
| 第14話 | フジテレビは未放送 | 雲霧捕わる                  | 宮川一郎 | 舛田明廣   |
| 第15話 | フジテレビは未放送 | 最後の大仕事                | 宮川一郎 | 小笠原佳文 |

## 関連商品
- DVD-BOX（8枚組、全15話を収録。発売元:松竹）EAN 4988105044159
- サントラ盤CD（『剣客商売/雲霧仁左衛門』全47曲。うち『雲霧』は11曲。レーベル:SMD itaku）EAN 4580305823123